# Lovecký zámeček Bažantnice
Zámeček Bažantnice je lovecký zámek u Loukova ve Středočeském kraji. Jeho památkově chráněný areál se nachází severovýchodně od vesnice, mezi Loukovem a Svijany. Předmětem ochrany je budova zámečku, hospodářský objekt, kolna a pozemky vymezeného areálu. K zámečku přiléhá sad a lesní areál chráněný jako přírodní rezervace Bažantnice u Loukova.

## Popis areálu
Bažantnice se nachází mezi Svijany a Loukovem. Jedná se o torzo původního dvora s přilehlým ovocným sadem a přírodní rezervací Bažantnice. Dominantní je budova loveckého zámečku s obdélníkovým půdorysem, č. p. 37. Kolmo na ní stojí torzo menšího objektu, který byl po 20. letech 20. století pronajímán. Na něj přiléhala stodola, jež se kvůli vandalství nedochovala.

## Historie
Areál nechal vybudovat Jaroslav z Vartenberka roku 1578. V roce 1621 jej pak získali Valdštejnové, za nichž došlo k rozšíření. V 19. století se Bažantnice stala součástí statků knížecího rodu Rohanů. Původní dřevěná renesanční stavba byla po požáru roku 1836 nahrazena klasicistní pískovcovou s obdélníkovým půdorysem. Po pozemkové reformě přešel areál do rukou soukromých majitelů, kterým byl v roce 1959 zámeček znárodněn. K jeho navrácení došlo až po Sametové revoluci, tehdy se nacházel v dezolátním stavu. Revitalizace areálu a rekonstrukce budov byla zahájena v r. 2015.

## Galerie

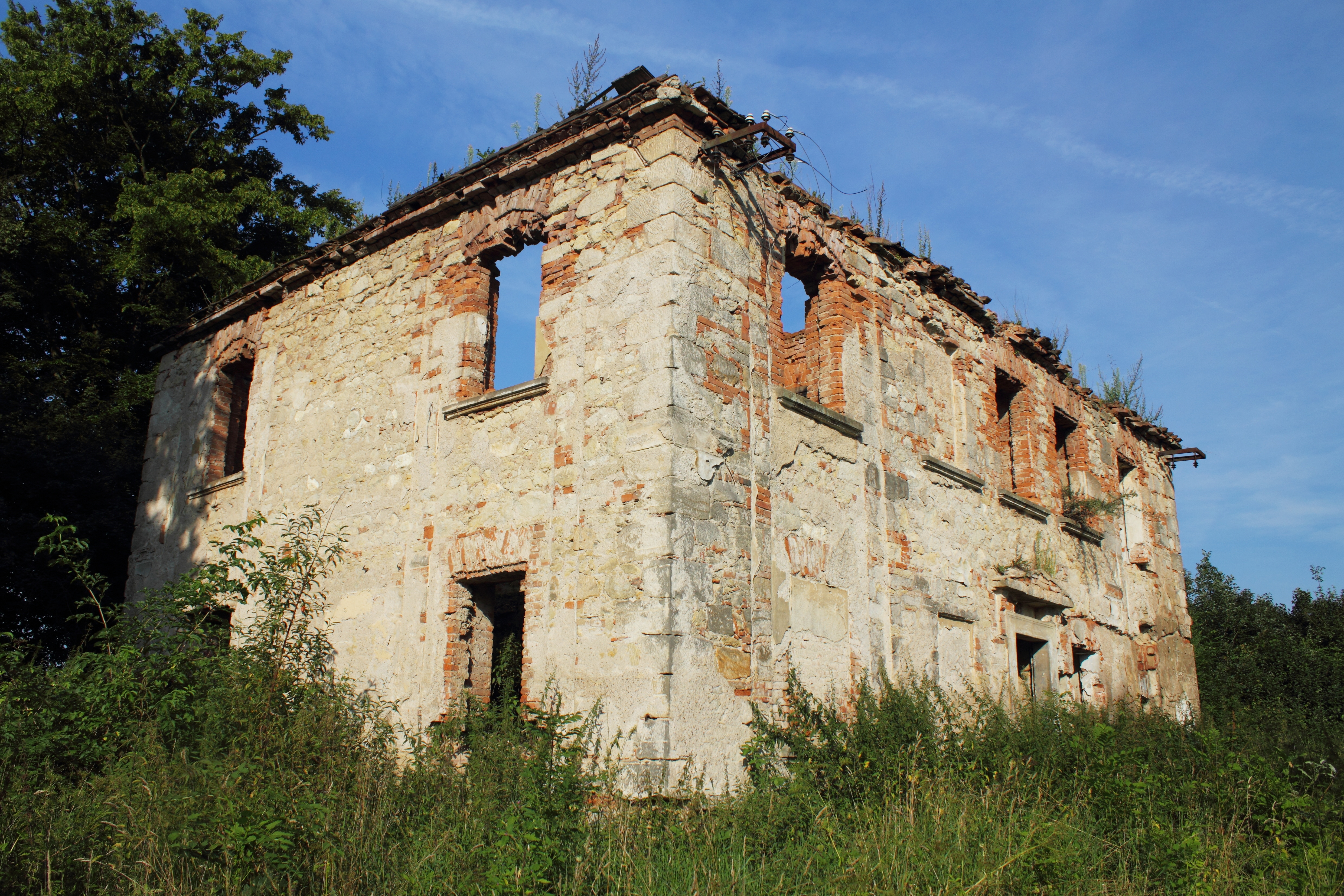
Zámeček před rekonstrukcí
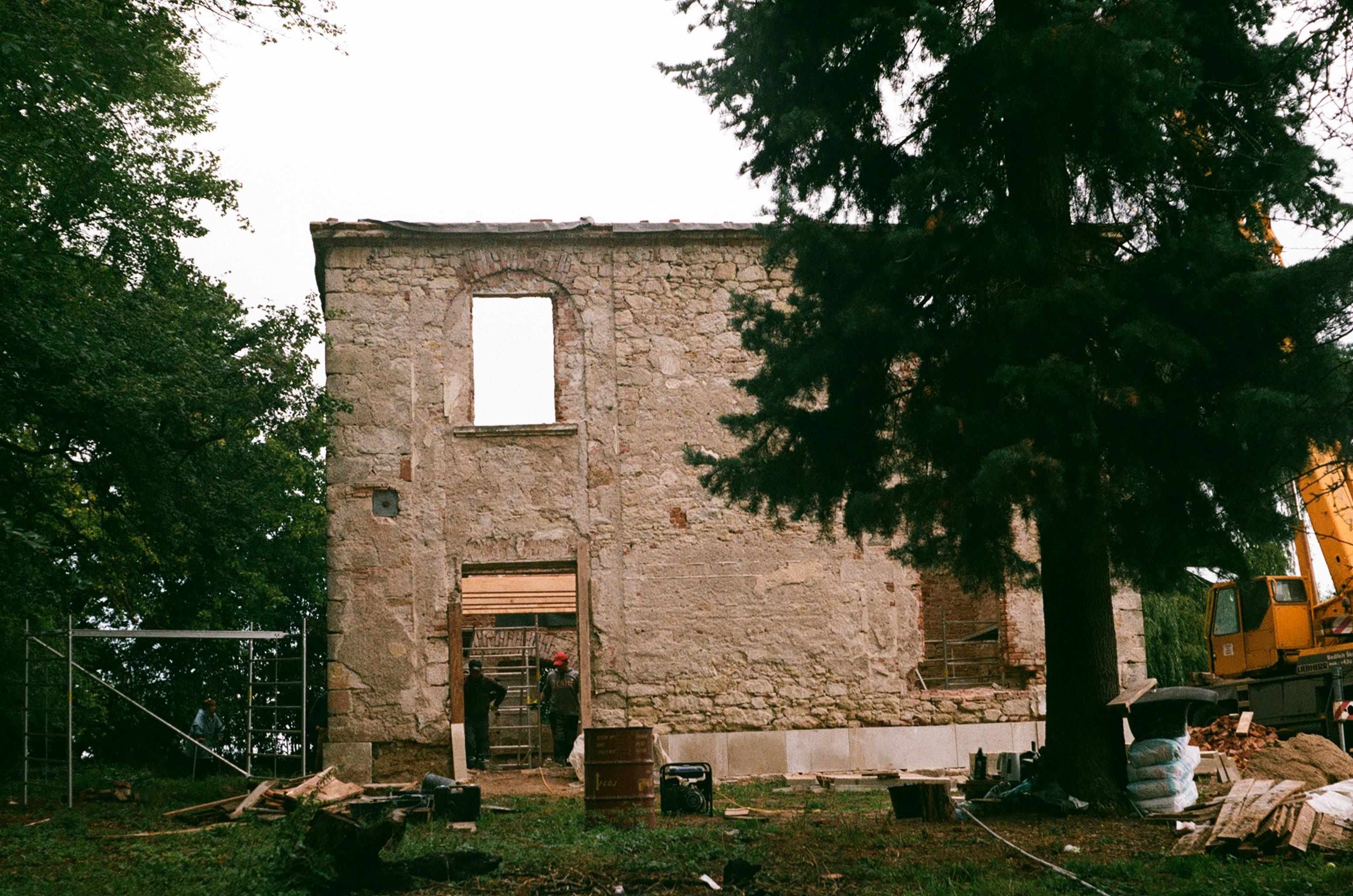
Obnova zdiva
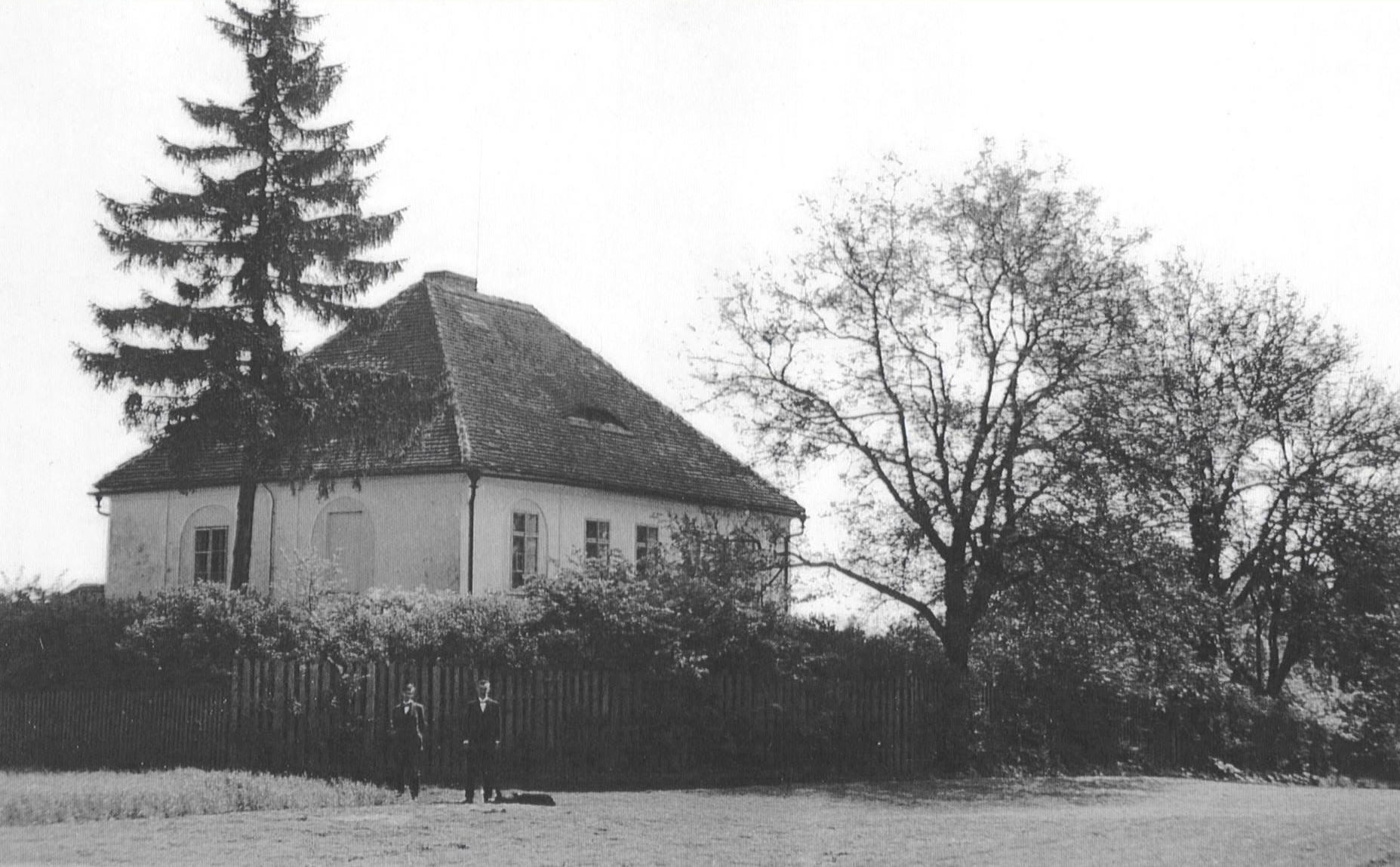
Zámeček ve dvacátých letech 20. století
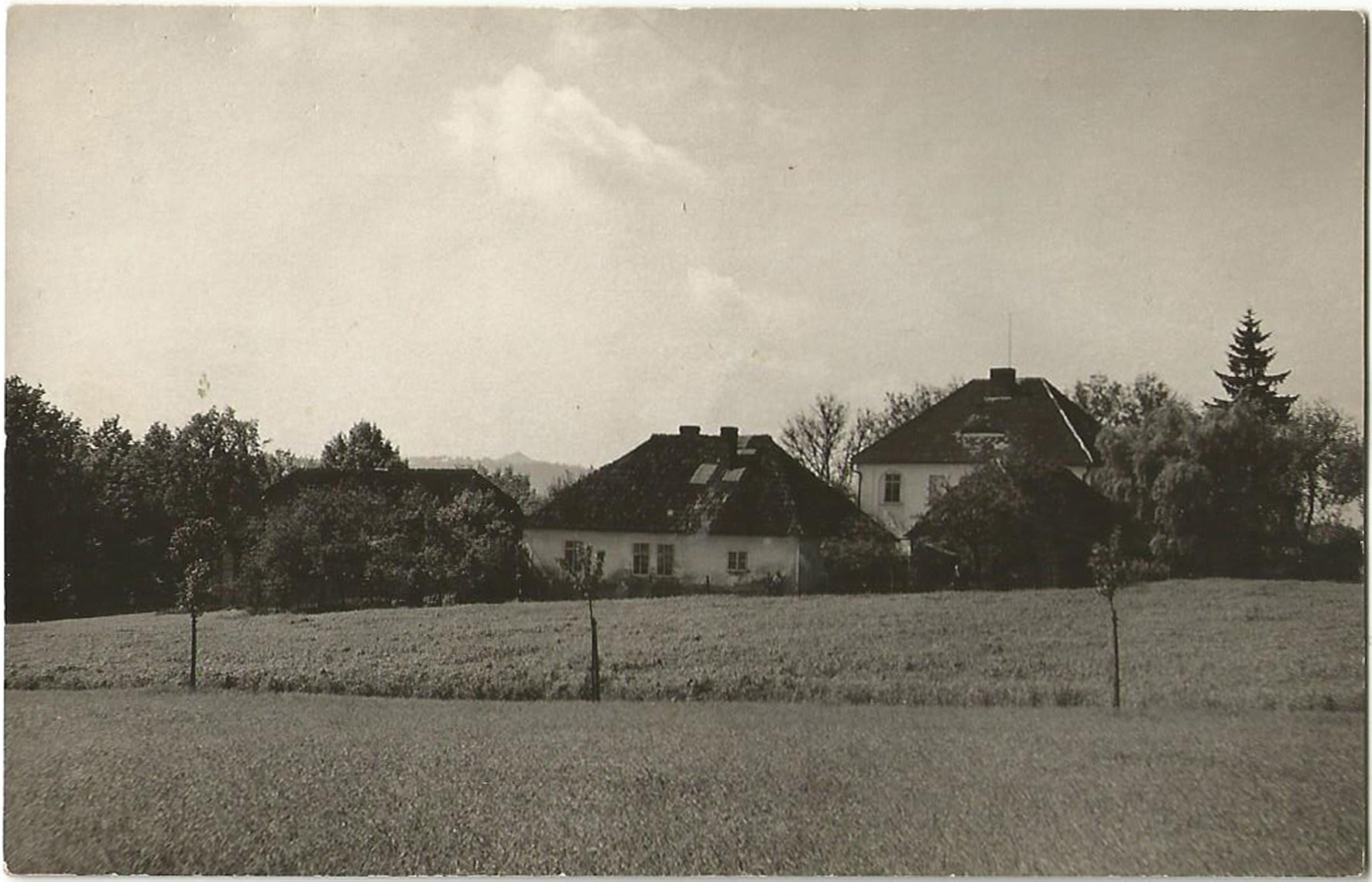
Pohled od Svijan
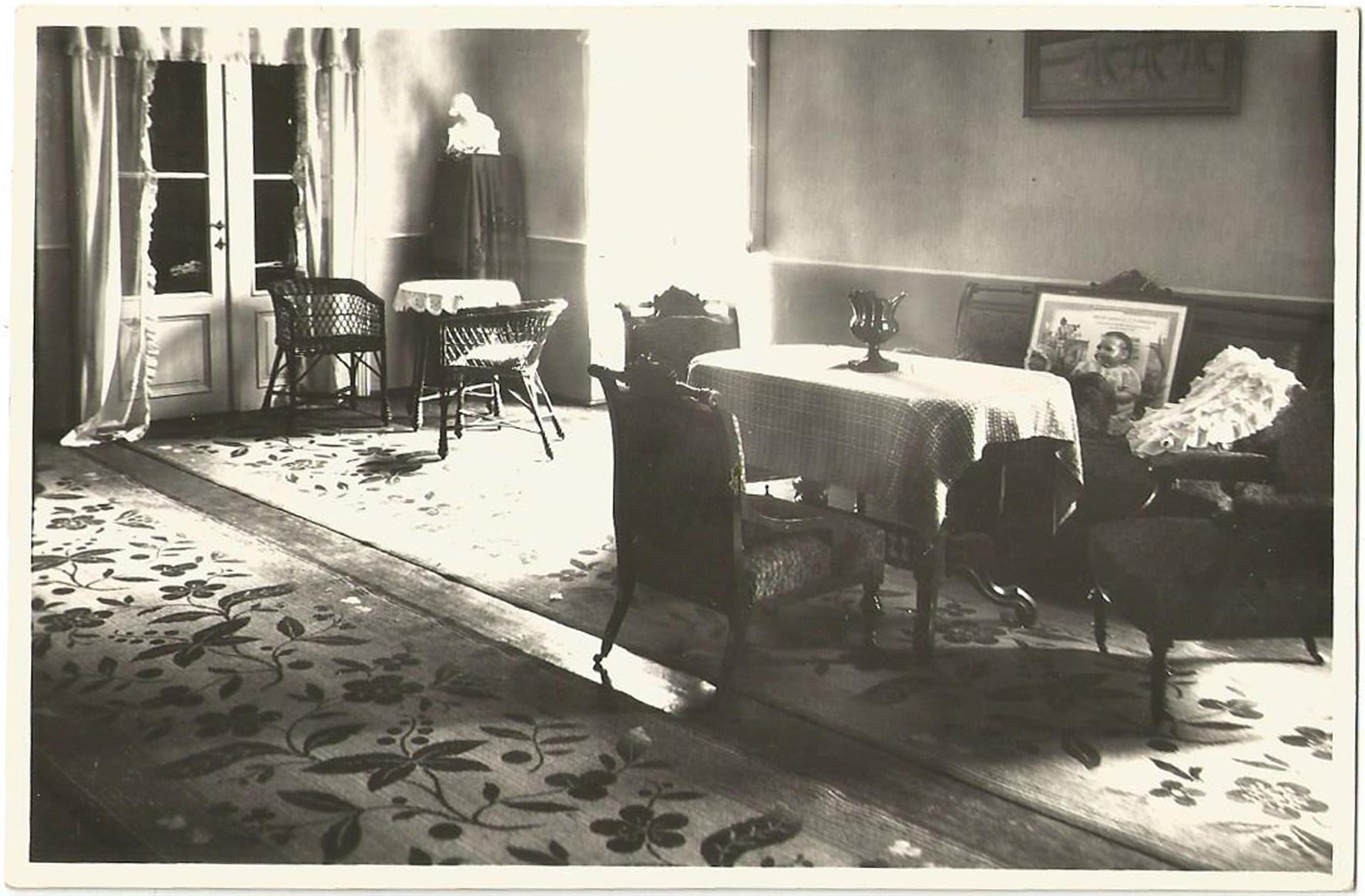
Interiér zámečku na dobové fotografii